# Up Marden
Up Marden är en by i civil parish Compton, i distriktet Chichester, i grevskapet West Sussex i England. Byn är belägen 11 km från Chichester. Up Marden var en civil parish fram till 1933 när blev den en del av Compton. Civil parish hade 266 invånare år 1931.